# برآمدگی ضد اژدر

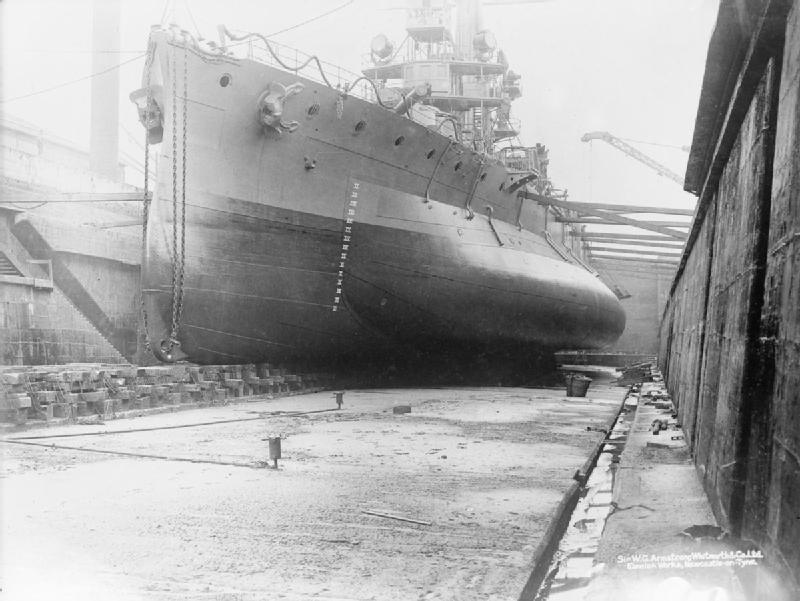
HMS Glatton در درای داک، در حدود ۱۹۱۴–۱۹۱۸، برآمدگی ضد اژدر خود را نشان می‌دهد

برآمدگی ضد اژدر (همچنین به عنوان تاول ضد اژدر نیز شناخته می‌شود) نوعی دفاع در برابر اژدرهای دریایی است که گهگاه در ساخت کشتی‌های جنگی در دوره بین جنگ‌های جهانی اول و دوم استفاده می‌شود. این شامل نصب (یا مقاوم‌سازی) اسپون‌های جزئی پر از آب در دو طرف بدنه کشتی بود که برای منفجر کردن اژدرها، جذب انفجارهای آنها و مهار سیل در مناطق آسیب‌دیده در برآمدگی‌ها در نظر گرفته شده بود.

## کاربرد

مقطع شماتیک یک کشتی با برآمدگی‌های ضد اژدر.

اساساً، برآمدگی یک بخش تقسیم شده و در زیر اسپونسون خط آب است که از حجم داخلی کشتی جدا شده است. قسمتی پر از هوا و قسمتی بدون سیل است. در تئوری، برخورد اژدر پاره می‌شود و قسمت بیرونی برآمدگی پر از هوا را پر می‌کند، در حالی که قسمت داخلی پر از آب شوک را از بین می‌برد و قطعات انفجاری را جذب می‌کند و بدنه اصلی کشتی را از نظر ساختاری دست نخورده باقی می‌گذارد. دیوارهای عرضی در داخل برآمدگی سیل را به ناحیه آسیب دیده سازه محدود می‌کنند.
این برآمدگی توسط مدیر ساخت و ساز نیروی دریایی بریتانیا، یوستیس تنیسون-داینکور، که دارای چهار رزمناو قدیمی محافظت شده کلاس ادگار بود، در سال ۱۹۱۴ ساخته شد. این کشتی‌ها برای بمباران ساحلی مورد استفاده قرار می‌گرفتند و به همین دلیل در معرض حمله زیردریایی‌ها و قایق‌های اژدری قرار گرفتند. گرافتون در سال ۱۹۱۷ اژدر شد، و به غیر از چند سوراخ کوچک، آسیب به برآمدگی و کشتی ایمن بندر ساخته شد. ادگار در سال ۱۹۱۸ ضربه خورد. این بار آسیب به بدنه سالمندان به آبکاری دندانه دار محدود شد.
نیروی دریایی سلطنتی از سال ۱۹۱۴ تمام ساخت‌وسازهای جدید مجهز به برآمدگی‌ها را داشت که با نبردناو کلاس ریونج و رزم‌ناو کلاس رنون شروع شد. همچنین مانیتورهای بزرگ خود را با برجستگی‌های بسیار زیاد مجهز کرده بود. این خوش شانسی برای ترور بود که از سه اژدر در برخورد با بدنه به جلو جان سالم به در برد، و برای خواهرش اربوس که از ضربه مستقیم یک قایق موتوری انفجاری کنترل شده از راه دور که ۱۵ متر (۵۰ فوت) جان سالم به در برد. برآمدگی او. از سوی دیگر، برآمدگی‌های Glatton در ۱۱ سپتامبر ۱۹۱۸ تقریباً به فاجعه ای در بندر دوور منجر شد. گلاتون در ۱۵۰-میلیمتر (۶-اینچ) مجله کوردیت و پتانسیل انفجار در نزدیکی یک کشتی مهمات بارگذاری شده را داشت. دریاسالار حاضر دستور داد که برای جلوگیری از انفجار فاجعه‌بار، مانیتور را فرو بریزد. اولین تلاش برای انجام این کار با ۴۶۰-میلیمتر (۱۸-اینچ) اژدرها به دلیل اثر محافظتی برآمدگی‌ها از کار افتادند. نیم ساعت بعد، بزرگتر و قدرتمندتر ۵۳۰-میلیمتر (۲۱-اینچ) اژدر توانست گلاتون را با اصابت به سوراخ ناشی از ضربه اولیه و بی اثر، غرق کند. 
کشتی‌های قدیمی‌تر نیز دارای برآمدگی‌هایی بودند که در هنگام بازسازی وجود داشت، مانند  Pennsylvania کلاس نیروی دریایی ایالات متحده. Pennsylvania کلاس، در طول جنگ جهانی اول ایجاد شد و در سال‌های ۱۹۲۹–۳۱ بازسازی شد. یاماشیرو ژاپن آنها را در سال ۱۹۳۰ اضافه کرد.
طرح‌های بعدی برآمدگی‌ها شامل ترکیبات مختلفی از محفظه‌های پر از هوا و آب و بسته‌بندی چوب و لوله‌های مهر و موم شده بود. همان‌طور که برآمدگی‌ها پرتو کشتی را افزایش دادند، باعث کاهش سرعت شدند که تابعی از نسبت طول به پرتو است؛ بنابراین، ترکیب‌های مختلفی از برآمدگی‌های باریک و داخلی در سراسر دهه ۱۹۲۰ و تا ۱۹۳۰ ظاهر شد. برآمدگی خارجی در دهه ۱۹۳۰ از ساخت و ساز ناپدید شده بود و با ترتیبات داخلی محفظه‌ها با عملکرد مشابه جایگزین شد. یکی دیگر از دلایل منسوخ شدن برآمدگی‌ها، پیشرفت در طراحی اژدر بود. به‌طور خاص، استقرار تپانچه مغناطیسی و فیوز مجاورت مغناطیسی در اوایل دهه ۱۹۴۰ به اژدرها اجازه داد تا به جای نیاز به ضربه مستقیم به پهلوی کشتی، در زیر بدنه هدف حرکت کنند و در آنجا، فراتر از برآمدگی‌ها منفجر شوند. با این حال، کشتی‌های قدیمی‌تر همچنان با برآمدگی‌های خارجی جدید در طول جنگ جهانی دوم، به‌ویژه کشتی‌های آمریکایی، مجهز می‌شدند. در برخی موارد این کار برای بازیابی شناوری برای جبران اضافه وزن در زمان جنگ و همچنین برای محافظت از اژدر بود.